# Punta Porá
Punta Porá (en portugués: Ponta Porã) es un municipio y ciudad brasileña del estado de Mato Grosso del Sur junto a la actual frontera con Paraguay, por esto constituye una conurbación con la ciudad hermana paraguaya de Pedro Juan Caballero. De 1943 a 1946 fue capital del Territorio de Punta Porá creado por Getúlio Vargas. Posee una población de 73.697 habitantes (2013) y una densidad de 15.55 hab/km².

## Toponimia

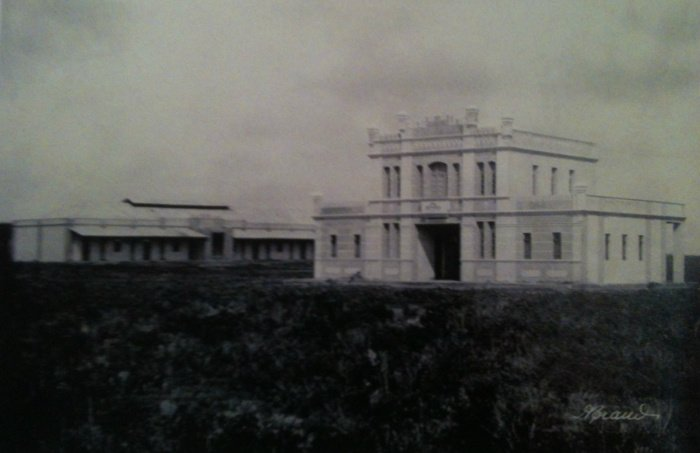
Castelinho – Trabajo de la CIA. Mate Laranjeira, estuvo destinado a ser cuartel del Cuerpo de Policía Militar, que en aquella época utilizaba caballos.

El nombre Punta Porá (en portugués: Ponta Porã) es un topónimo híbrido (que se compone de elementos de diferentes idiomas), de la palabra portuguesa "ponta" (punta, en español) y la guaraní "porã" (linda, buena).

## Cultura
Los pobladores de esta frontera son inmensamente ricos en el ámbito idiomático, puesto que más del 80% son trilingües y entre ellos gozan de una comunicación libre y espontánea en los idiomas español, portugués, el pidgin portuñol (mix de español y portugués), más dialectos del guaraní y el pidgin españolguaraní llamado yopará. Que incorporan los pobladores locales (al escucharlos cotidianamente) inconscientemente desde la infancia. Para 2021, tanto los pobladores con ciudadanía paraguaya como los con ciudadanía brasileña conviven en armonía cultural en esta frontera de Paraguay impuesta por el Brasil al Paraguay por el Tratado de Cotegipe al concluir la Guerra de la Triple Alianza. Empero el portugués brasileño tiene mayor influencia debido a la masiva presencia de medios de comunicación brasileños y la presencia de colonos brasileños sobre las fronteras de Mato Grosso del Sur.
•Población del Ponta Porã 2010 Total 75.697:
Urbana:49.517
Rural:17.887
Mujeres:27.449
Hombres:25.319